# 68

## Nașteri
- 4 iulie: Salonina Matidia  (d. 119)

## Decese
- 9 iunie: Nero (Lucius Domitius Ahenobarbus), 30 ani, împărat roman, din 54 (n. 37)